# Casa al carrer Major (Pineda de Mar)
Casa al carrer Major és una obra de Pineda de Mar (Maresme) inclosa a l'Inventari del Patrimoni Arquitectònic de Catalunya.

## Descripció
Casa de planta i pis amb porta i finestres de factura setcentista. A la finestra, la llinda i l'ampit reprodueixen l'estil de moltes de les finestres de masies i cases de la zona. La porta, amb llinda gravada el 1774, és molt pròpia de l'època i contrasta amb els portals adovellats i rodons de moltes cases del mateix carrer.